# 密蔵院 (中野区)
密蔵院（みつぞういん）は、東京都中野区にある真言宗御室派の寺院。

## 概要
戦国時代後期、後北条氏の開基である。小田原城内に北条氏直の持仏の将軍地蔵を本尊とする寺を建てたのが起源である。
1611年（慶長16年）に江戸矢の倉（現・皇居）に移転した。その後1644年（正保元年）に浅草に移転した。江戸時代は、仁和寺門跡直属の寺院であった。
1923年（大正12年）の関東大震災で焼失したため、墓地だけを現在地に移転した。その後本堂も現在地に再建したが、1945年（昭和20年）の空襲で再度焼失した。戦後に再建した際、寺の籍も現在地に移した。

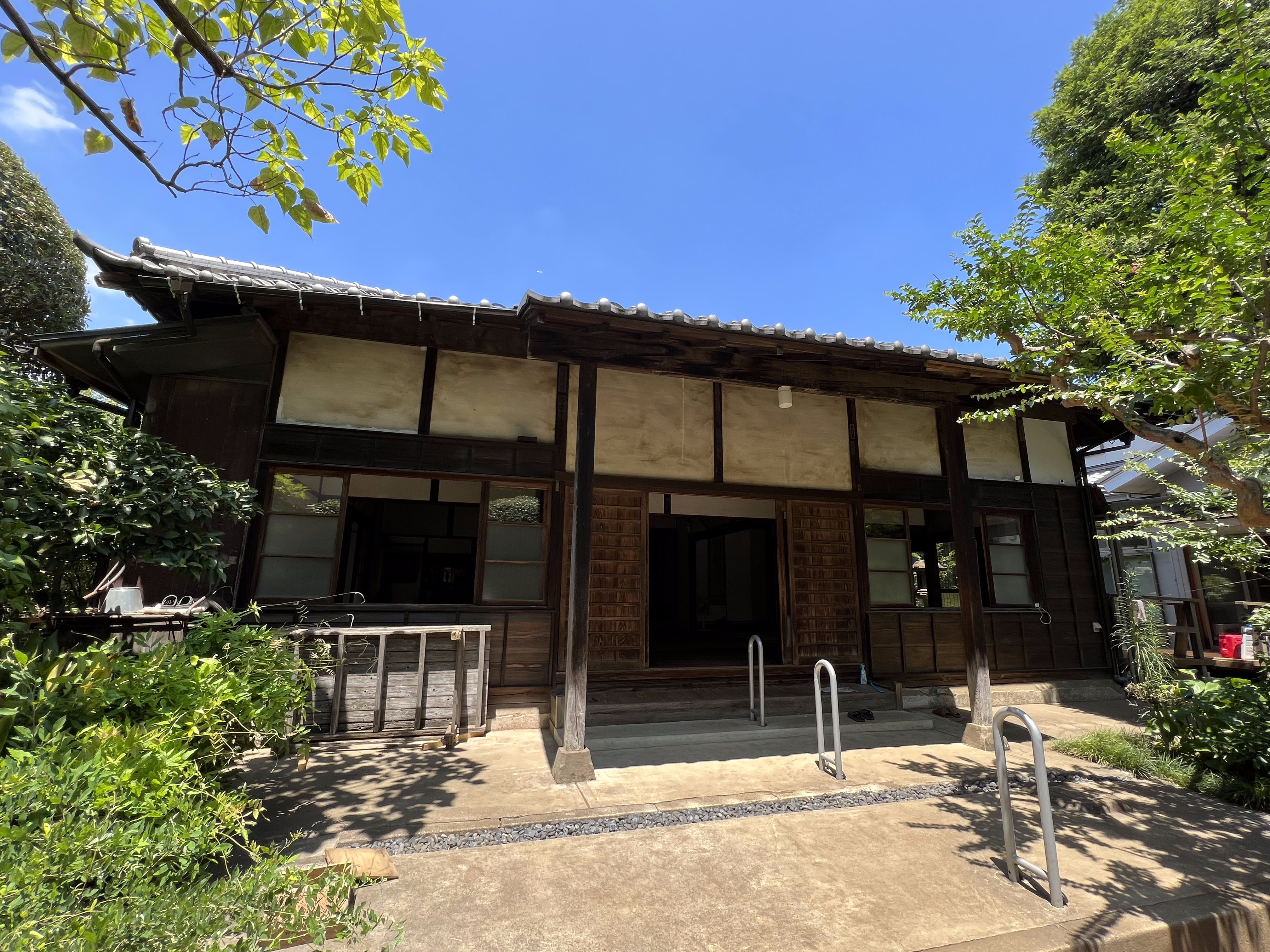
本堂

## 墓所
- 鍬形蕙斎（浮世絵師）

## 交通アクセス
- 沼袋駅より徒歩5分。